# HD 142 b
HD 142 b — газовый гигант, обращающийся вокруг звезды спектрального класса G1IV HD 142. Открыт методом доплеровской спектроскопии в 2001 году группой AAPS на Англо-австралийском телескопе.